# 佐奇巴
佐奇巴(梵文：Jogipa)，印度大乘密宗人士，八十四成就者之一。

## 簡介
住在歐丹塔鋪利的佐奇巴，出身坎達拉種姓，他的上師是瑜珈士夏瓦利巴。佐奇巴接受了教導後，雖然精進修行，卻不見智慧增長。夏瓦利巴給予佐奇巴喜金剛灌頂，以及生起次第和圓滿次第的教授，然後讓佐奇巴禪修。但經過長期努力，佐奇巴仍然無法了解佛法真諦。因此上師教他念誦金剛嘿嚕噶的真言，並指引他到二十四個聖地朝禮，來完成他的修持。十二年後，果然淨除一切染污，獲得大手印成就；之後五百年中，佐奇巴以各種善巧方便教法弘法利生，而後趨入空行淨土。